# Žernovská jaskyňa
Žernovská jaskyňa je přírodní památka v katastrálním území obce Omastiná v okrese Bánovce nad Bebravou v Trenčínském kraji na Slovensku. Území bylo vyhlášeno v roce 1994. Předmětem ochrany je volně přístupná jeskyně.